# Konjsko kopito
Konjsko kopito je rožena kožna tvorba na koncu srednjega prsta pri konjih. Trdne stene kopita oblikujejo prekinjen krog oziroma odprt lok s prožnejšim predelom pete, kar kopitu omogoča blago spreminjanje oblike ob pritiskih med hojo.
- Pogled na kopito s spodnje strani.
- Odtisi bosonogega konja (brez podkev).
- Kostna struktura kopita konja, s t. i. rotacijo kopitne kosti.